# 崎山村 (岩手県)
崎山村（さきやまむら）は、昭和30年（1955年）まで岩手県下閉伊郡にあった村。現在の宮古市崎山・崎鍬ヶ崎にあたる。

## 沿革
- 明治22年（1889年）4月1日 - 町村制施行にともない、崎山村と崎鍬ヶ崎村が合併して新制の東閉伊郡崎山村が発足。
- 1897年（明治30年）4月1日 - 郡の統合により北閉伊郡・中閉伊郡・東閉伊郡が合併して下閉伊郡が発足[1]。下閉伊郡崎山村となる。
- 昭和30年（1955年）4月1日 - 重茂村・津軽石村・花輪村と共に宮古市に編入される。

## 行政
- 歴代村長

| 代     | 氏名       | 就任                      | 退任                       | 備考 |
| ------ | ---------- | ------------------------- | -------------------------- | ---- |
| 1      | 岩浅有徳   | 明治22年（1889年）7月4日  | 明治26年（1893年）6月28日  |      |
| 2〜9   | 山内英昌   | 明治26年（1893年）7月25日 | 大正13年（1924年）7月7日   |      |
| 10     | 大須賀貞夫 | 大正13年（1924年）7月16日 | 大正14年（1925年）9月21日  |      |
| 11〜16 | 千崎熊太郎 | 大正14年（1925年）11月9日 | 昭和21年（1946年）11月22日 |      |
| 17     | 寺井酉松   | 昭和22年（1947年）4月5日  | 昭和25年（1950年）4月14日  |      |
| 18     | 畠山和夫   | 昭和25年（1950年）5月11日 | 昭和30年（1955年）3月31日  |      |